# Rev
Rev (synonymt med grund, barn og flak og ofte anvendt synonymt med banke) er den maritime betegnelse for en undersøisk ryg nær havoverfladen. De kan bestå af forskelligt materiale som klipper, sand, mudder e.l. Vanddybden over revene er ofte så lille, at der optræder bølgebrænding.

## Former
Der findes mange former og navne for rev. Her er nogle flere eksempler:
- Stenrev
- Muslingebanker
- Koralrev
- Boblerev
- Undersøiske klippefremspring

Der er ikke umiddelbart knyttet en speciel geologisk materialetype eller dannelsesmåde til rev, banke, grund, barn eller flak. Kender man det geologiske materiale og ønsker man at fremhæve det, kan man f.eks. tale om en sandbanke, mudderbanke, kalkgrund, stengrund, osv.. Banke er samtidigt et gammel ord for bakke. En toppet grund kaldes også en pulle. Rev ses i daglig tale indimellem brugt om landtanger og mere oversøiske fænomener som f.eks. Hindens rev.
Revene i havet er ofte oaser af liv og det kan til tider være nødvendigt at beskytte dem, af hensyn til fiskebestandene og den biologiske diversitet i oceanerne. De kan trues af stenfiskeri, sandsugning, bundtrawl, temperatur udsving og visse klima forandringer.
Rev udgør ofte en fare for skibsfarten, selv i vore dage.

## Natura 2000
Rev er en naturtype i Natura 2000 med betegnelsen 1170 Rev. I de danske farvande findes en lang række rev både i Nordsøen i det nordlige Kattegat og ned gennem bælterne (storebælt og lillebælt, samt og i Østersøen omkring Bornholm. Variationer i bl.a. saltholdighed og dybde giver de enkelte rev en stor variation af dyr og planter, som ofte er
helt forskellig fra andre, selv nærliggende rev.

## Galleri
- Koralrevene omkring Ny Kaledonien, set fra NASAs Terra satellit. Verdens mest alsidige rev-strukturer ifølge UNESCO.
- Tangskov på et rev ved Partridge Point (Sydafrika)
- Rev ved Maldiverne
- Stenrev ved Panama
- Rev af klippeskær ved Færøerne
- Dele af de tangbevoksede 'An Gobhlach' rev omkring Isle of Pabay i Skotland
- Vraget af et grundstødt skib ved Gordon Reef i Ægypten
- Vrag af sejlbåd på Minerva Revet ved Tonga (Stillehavet). 2005.